# Brechershäusern
Brechershäusern (toponimo tedesco) è una frazione del comune svizzero di Wynigen, nel Canton Berna (regione dell'Emmental-Alta Argovia, circondario dell'Emmental).

## Storia

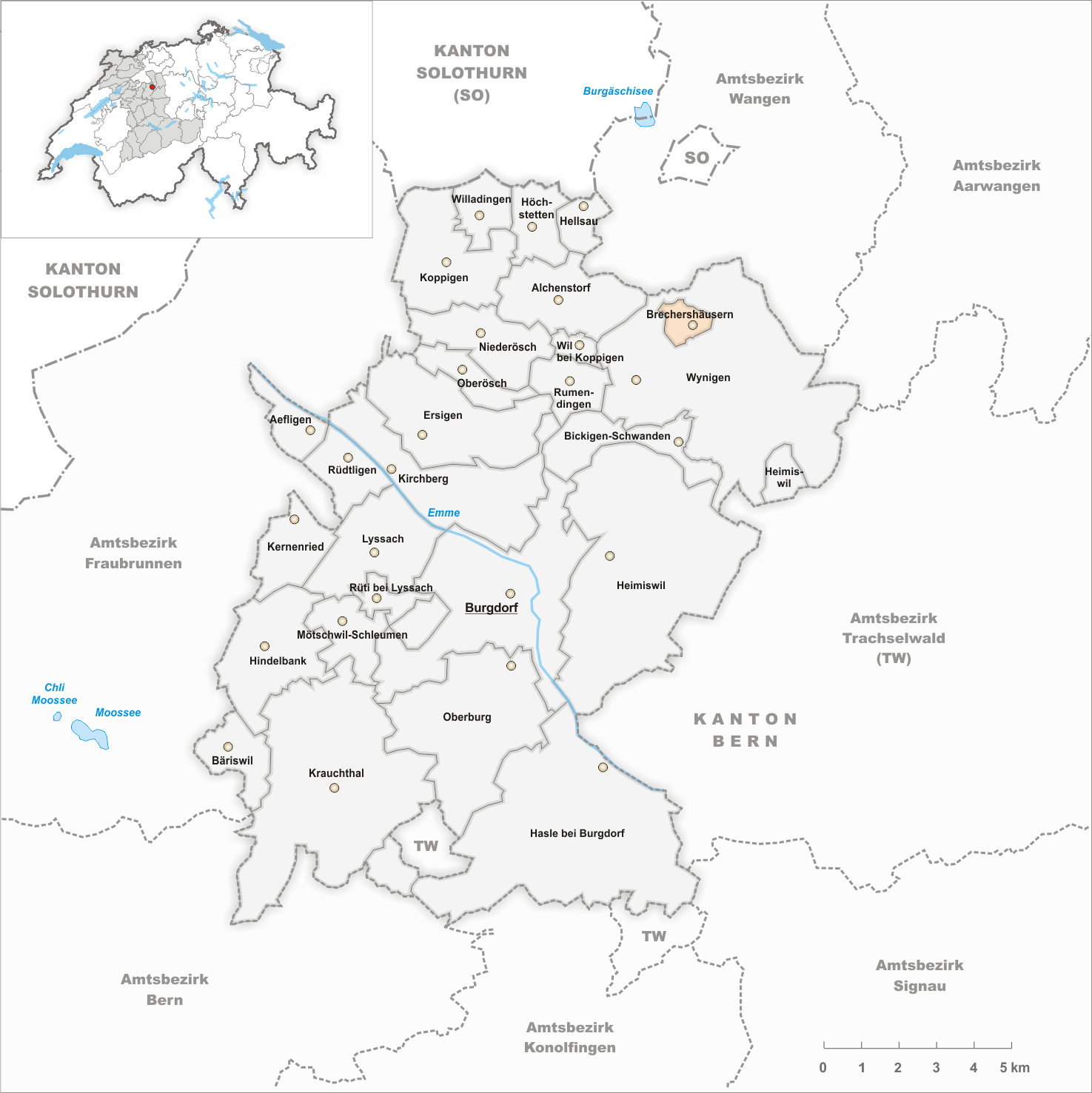
Il territorio del comune di Brechershäusern prima degli accorpamenti comunali del 1887

Già comune autonomo che apparteneva al distretto di Burgdorf e che nel 1880 contava 118 abitanti, nel 1887 è stato accorpato a Wynigen.

## Amministrazione
Ogni famiglia originaria del luogo fa parte del cosiddetto comune patriziale e ha la responsabilità della manutenzione di ogni bene ricadente all'interno dei confini del comune.